# 1986 في فرنسا
فيما يلي قوائم الأحداث التي وقعت خلال عام 1986 في فرنسا.

## سياسة

### تعيين في المنصب
- 2 أبريل – مارسيل داسو نائب فرنسي.
- 16 مارس – برنارد ديشان نائب فرنسي.
- 20 مارس – جاك شيراك رئيس الوزراء الفرنسي،نائب فرنسي.
- 20 مارس – شارل باسكوا وزير الداخلية.
- 21 مارس – مانويل فالس عضو مجلس جهوي.
- 2 أبريل – ألان جوبيه نائب فرنسي.
- 2 أبريل – إدوارد فريتش نائب فرنسي.
- 2 أبريل – إديت كريسون نائب فرنسي.
- 2 أبريل – جان إيف لودريان نائب فرنسي.
- 2 أبريل – جان فرانسوا دينيو نائب فرنسي.
- 2 أبريل – جان مارك أيرولت نائب فرنسي.
- 2 أبريل – جان ماري لوبان نائب فرنسي.
- 2 أبريل – جان-كلود غيسو نائب فرنسي.
- 2 أبريل – جيرار كولومب نائب فرنسي.
- 2 أبريل – دومينيك ستراوس كان نائب فرنسي.
- 2 أبريل – رايمون باغ نائب فرنسي.
- 2 أبريل – رولاند بلوم نائب فرنسي.
- 2 أبريل – فرنسوا بايرو نائب فرنسي.
- 2 أبريل – فرنسوا فيون نائب فرنسي.
- 2 أبريل – لوران فابيوس نائب فرنسي.
- 2 أبريل – مارسيل داسو نائب فرنسي.
- 2 أبريل – ميشال آليو ماري نائب فرنسي.
- 2 أبريل – ميشال روكار نائب فرنسي.
- 28 سبتمبر – جان لوك ميلونشون عضو مجلس الشيوخ الفرنسي.

### انتهاء فترة المنصب
- 1 أبريل – مارسيل داسو نائب فرنسي،نائب فرنسي.
- 20 مارس – لوران فابيوس رئيس الوزراء الفرنسي.
- 1 أبريل – برترون ديلانوي نائب فرنسي.
- 1 أبريل – جان إيف لودريان نائب فرنسي.
- 1 أبريل – رايمون باغ نائب فرنسي.
- 1 أبريل – فرنسوا فيون نائب فرنسي.
- 1 أبريل – مارسيل داسو نائب فرنسي،نائب فرنسي.
- 2 أبريل – ألان جوبيه نائب فرنسي.
- 2 أبريل – ميشال آليو ماري نائب فرنسي.
- 3 أبريل – جاك شيراك نائب فرنسي.

## أحداث
- 6 ديسمبر 1986: مظاهرات طلابية شملت مليون طالبا فرنسيا ضد مشروع قانون دوفاكيه، نتج عنه وفاة طالب مراهق يدعى مالك أوسكين (انظر قضية مالك أوسكين).

## رياضة
- 1 يناير – دورة فرنسا المفتوحة 1986
- 1 يناير – سباق باريس روبيه 1986 الفائزون Rudy Dhaenens [الإنجليزية]‏، شون كيلي، أدري فان دير بول.
- 1 يناير – سباق طواف فرنسا 1986 الفائز جريج لوموند.
- 6 يوليو – جائزة فرنسا الكبرى 1986 الفائز نايجل مانسيل.

## أفلام
من الأفلام التي صدرت هذه السنة في فرنسا:
- 1 يناير – الصورة الأخيرة من إخراج محمد الأخضر حمينة.
- 1 يناير – المهمة من إخراج رولاند جوفي.
- 1 يناير – اليوم السادس من إخراج يوسف شاهين.
- 1 يناير – جوهرة النيل من إخراج لويس تيج.
- 12 سبتمبر – حوالي منتصف الليل من إخراج بيرتراند تافاري.

## برامج ومسلسلات وأنمي
- المحقق غادجيت

## موسيقى

### أغاني
من الأغاني التي صدرت هذه السنة في فرنسا:
- 1 يناير – فتاة صغيرة من غناء ساندرا.

## مواليد

### يناير
- 2 يناير – فرنسيس لوران لاعب كرة قدم فرنسي.
- 4 يناير – يونس قابول لاعب كرة قدم فرنسي.
- 14 يناير – يوهان كاباي لاعب كرة قدم فرنسي.
- 18 يناير – مراد بن حميدة لاعب كرة قدم فرنسي.
- 19 يناير – موسى سو لاعب كرة قدم.
- 26 يناير – مصطفى ياتاباري لاعب كرة قدم مالي.
- 27 يناير – يوهان بيترو لاعب كرة سلة فرنسي.
- 30 يناير – جوناثان مارتينز لاعب كرة قدم فرنسي.
- 30 يناير – فنسنت ميلوت لاعب كرة مضرب فرنسي.
- 31 يناير – بولين بارمنتييه لاعبة كرة مضرب فرنسية.

### فبراير
- 3 فبراير – توفيق زرارة لاعب كرة قدم فرنسي.
- 4 فبراير – جيفري جوردرين لاعب كرة قدم فرنسي.
- 14 فبراير – جمال عبدون لاعب كرة قدم جزائري.
- 19 فبراير – وليد شرفة لاعب كرة قدم فرنسي.
- 27 فبراير – ستيفن كوهن
- 28 فبراير – كلير فويرشتاين لاعبة كرة مضرب فرنسية.

### مارس
- 3 مارس – فلوريان مارانغ لاعب كرة قدم فرنسي.
- 8 مارس – لسعد النويوي لاعب كرة قدم تونسي.
- 19 مارس – تيد لافي لاعب كرة قدم.
- 23 مارس – فريدريك ساماريتانو لاعب كرة قدم فرنسي.
- 25 مارس – إبور بكر لاعب كرة قدم فرنسي.
- 27 مارس – دوريا تيلييه
- 28 مارس – حبيب بلعيد لاعب كرة قدم جزائري.
- 30 مارس – غريغوري بيتيول لاعب كرة قدم فرنسي.

### أبريل
- 14 أبريل – جوسلين وانا لاعب كرة مضرب فرنسي.
- 15 أبريل – سيلفين مارفو لاعب كرة قدم فرنسي.
- 25 أبريل – رايس مبولحي لاعب كرة قدم جزائري.

### مايو
- 1 مايو – مامادو ساماسا
- 2 مايو – أماندين ليونو لاعبة كرة يد فرنسية.
- 6 مايو – مروان دا كوستا لاعب كرة قدم مغربي.
- 8 مايو – كيفن داس نيفيس لاعب كرة قدم فرنسي.
- 11 مايو – أبو ديابي لاعب كرة قدم فرنسي.
- 13 مايو – هوغو بيكر ممثل فرنسي.
- 14 مايو – بيير راغوت لاعب كرة يد فرنسي.
- 14 مايو – غزلان الزواق لاعبة جودو مغربية.
- 19 مايو – دامي تراوري
- 21 مايو – غيلوم لوريوت لاعب كرة قدم فرنسي.
- 21 مايو – محمد شاقوري لاعب كرة قدم جزائري.
- 24 مايو – لودوفيك بال لاعب كرة قدم فرنسي.
- 25 مايو – يوان غوفران لاعب كرة قدم فرنسي.
- 28 مايو – تشارلز نزوغبيا لاعب كرة قدم فرنسي.

### يونيو
- 2 يونيو – ألكسيس ماسبو متسابق دراجات نارية فرنسي.
- 13 يونيو – دي جيه سنيك
- 17 يونيو – ألكسندر كوفيليير لاعب كرة قدم فرنسي.
- 17 يونيو – فنسنت روتيرس ممثل فرنسي.
- 18 يونيو – ريشارد جاسكيه لاعب كرة مضرب فرنسي.
- 20 يونيو – جوليان فوشار درّاج طريق فرنسي.
- 20 يونيو – ماثيو كوتادور لاعب كرة قدم فرنسي.
- 21 يونيو – جان يودس موريس لاعب كرة قدم فرنسي.
- 27 يونيو – عادل هرماش لاعب كرة قدم فرنسي.
- 28 يونيو – أليكس نيوكاس لاعب كرة يد فرنسي.
- 28 يونيو – سيربا ديمبيلي لاعبة كرة يد فرنسية.

### يوليو
- 2 يوليو – عاطف شحشوح لاعب كرة قدم مغربي.
- 3 يوليو – رومين دانزي لاعب كرة قدم فرنسي.
- 5 يوليو – صامويل هونروبيا لاعب كرة يد فرنسي.
- 9 يوليو – سباستيان باسونج لاعب كرة قدم كاميروني.
- 11 يوليو – يوان غوركوف لاعب كرة قدم فرنسي.
- 12 يوليو – ديدييه ديغارد لاعب كرة قدم فرنسي.
- 13 يوليو – توماس ديرودا لاعب كرة قدم فرنسي.
- 13 يوليو – ستانلي ويبر ممثل فرنسي.
- 19 يوليو – دافيد زوروتوزا لاعب كرة قدم إسباني.

### أغسطس
- 4 أغسطس – ريكاردو فاتي لاعب كرة قدم.
- 6 أغسطس – جيروم كوبل درّاج طريق فرنسي.
- 9 أغسطس – روماين بريغيري لاعب كرة قدم فرنسي.
- 9 أغسطس – نيكولا فارينا لاعب كرة قدم فرنسي.
- 15 أغسطس – حسن أبوكار لاعب كرة قدم فرنسي.
- 17 أغسطس – جوليان كويرشا لاعب كرة قدم فرنسي.
- 17 أغسطس – جوناثان لاكورت لاعب كرة قدم فرنسي.
- 18 أغسطس – إسماعيل تراوري
- 20 أغسطس – داميان جودين درّاج طريق فرنسي.
- 27 أغسطس – نبيل الزهر لاعب كرة قدم فرنسي.

### سبتمبر
- 1 سبتمبر – جان ساركوزي سياسي فرنسي.
- 1 سبتمبر – غاييل مونفيس لاعب كرة مضرب فرنسي.
- 3 سبتمبر – بليل قدري درّاج طريق فرنسي.
- 11 سبتمبر – فابريس مارتن لاعب كرة مضرب فرنسي.
- 13 سبتمبر – جوناثان أكا لاعب كرة سلة فرنسي.
- 18 سبتمبر – رينو لافيينيه
- 19 سبتمبر – إسماعيل غاتشي لاعب كرة قدم فرنسي.
- 20 سبتمبر – جوستين جوليس درّاج طريق فرنسي.
- 27 سبتمبر – ستيفان روفيير لاعب كرة قدم فرنسي.
- 30 سبتمبر – أوليفيه جيرو لاعب كرة قدم فرنسي.

### أكتوبر
- 4 أكتوبر – ساره فوريستير ممثلة فرنسية.
- 8 أكتوبر – شهير بلغزواني لاعب كرة قدم فرنسي.
- 10 أكتوبر – بيير رولان درّاج طريق فرنسي.
- 14 أكتوبر – جان سيلفان بابين لاعب كرة قدم فرنسي.
- 16 أكتوبر – فؤاد شفيق لاعب كرة قدم فرنسي.
- 29 أكتوبر – مريم سوماري رياضية فرنسية.

### نوفمبر
- 3 نوفمبر – ماكسيم بويه درّاج طريق فرنسي.
- 5 نوفمبر – إيان ماهينمي لاعب كرة سلة فرنسي.
- 17 نوفمبر – ألكسي فاستين ملاكم فرنسي.
- 23 نوفمبر – ألكسندرا روزنفيلد
- 28 نوفمبر – يوهان توزغار لاعب كرة قدم فرنسي.

### ديسمبر
- 10 ديسمبر – إسماعيل إهيو لاعب كرة قدم فرنسي.
- 10 ديسمبر – رومان دوبورت لاعب كرة سلة فرنسي.
- 16 ديسمبر – فنسنت جيرار لاعب كرة يد فرنسي.
- 18 ديسمبر – نيكولاس بلفيتو لاعب كرة قدم فرنسي.
- 26 ديسمبر – هوغو لوريس لاعب كرة قدم فرنسي.

## وفيات

### يناير
- 10 يناير – ميشال دو سارتو (مواليد 1925)
- 29 يناير – فرنسوا بونيت (مواليد 1911) لاعب كرة قدم فرنسي.

### فبراير
- 25 فبراير – لوسيان هوبير (مواليد 1906) ممثل فرنسي.

### مارس
- 17 أبريل – مارسيل داسو (مواليد 1892)
- 19 مارس – آن أميرة أورليان (مواليد 1906)
- 23 مارس – إتيان ماتلر (مواليد 1905) لاعب كرة قدم فرنسي.

### أبريل
- 14 أبريل – سيمون دي بوفوار (مواليد 1908) كاتبة ومفكرة نسوية فرنسية.
- 15 أبريل – جان جينيه (مواليد 1910)
- 17 أبريل – رولاند بايلي (مواليد 1921) ممثل فرنسي.
- 17 أبريل – مارسيل داسو (مواليد 1892)

### يونيو
- 16 يونيو – موريس دروفليه (مواليد 1902)
- 22 يونيو – لويز شوفالييه (مواليد 1897) ممثلة فرنسية.

### يوليو
- 12 يوليو – أندريه تاسين (مواليد 1902) لاعب كرة قدم فرنسي.
- 14 يوليو – ريموند لوي (مواليد 1893)

### سبتمبر
- 13 سبتمبر – بيير دوفور (مواليد 1901) سياسي فرنسي.

### أكتوبر
- 6 أكتوبر – ماري هيلين أرنو (مواليد 1934)
- 20 أكتوبر – آلان موينو (مواليد 1928) درّاج طريق فرنسي.

### ديسمبر
- 14 ديسمبر – كلود برتراند (مواليد 1919) ممثل فرنسي.